# Xiaomi 14
Xiaomi 14 — флагманська лінійка смартфонів, розроблена компанією Xiaomi. Xiaomi 14 та Xiaomi 14 Pro були представлені 26 жовтня 2023 року і випущені 1 листопада 2023 року, а Xiaomi 14 Ultra — 22 лютого 2024 року. На глобальному ринку Xiaomi 14 та Xiaomi 14 Ultra були представлені 25 лютого 2024 року на виставці Mobile World Congress.

## Дизайн

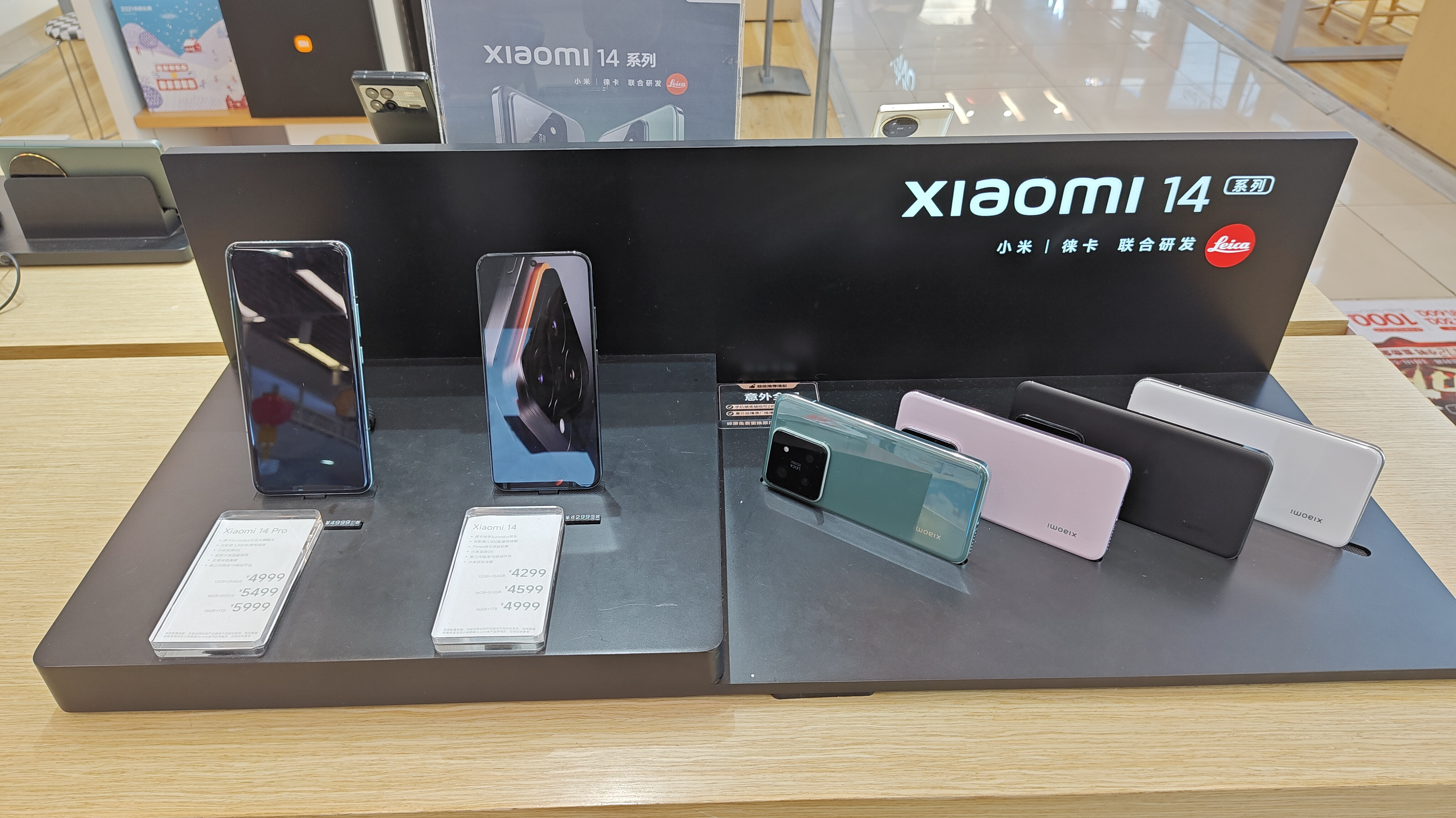
Передня частини Xiaomi 14 Pro та Xiaomi 14 і варіанти кольорів Xiaomi 14

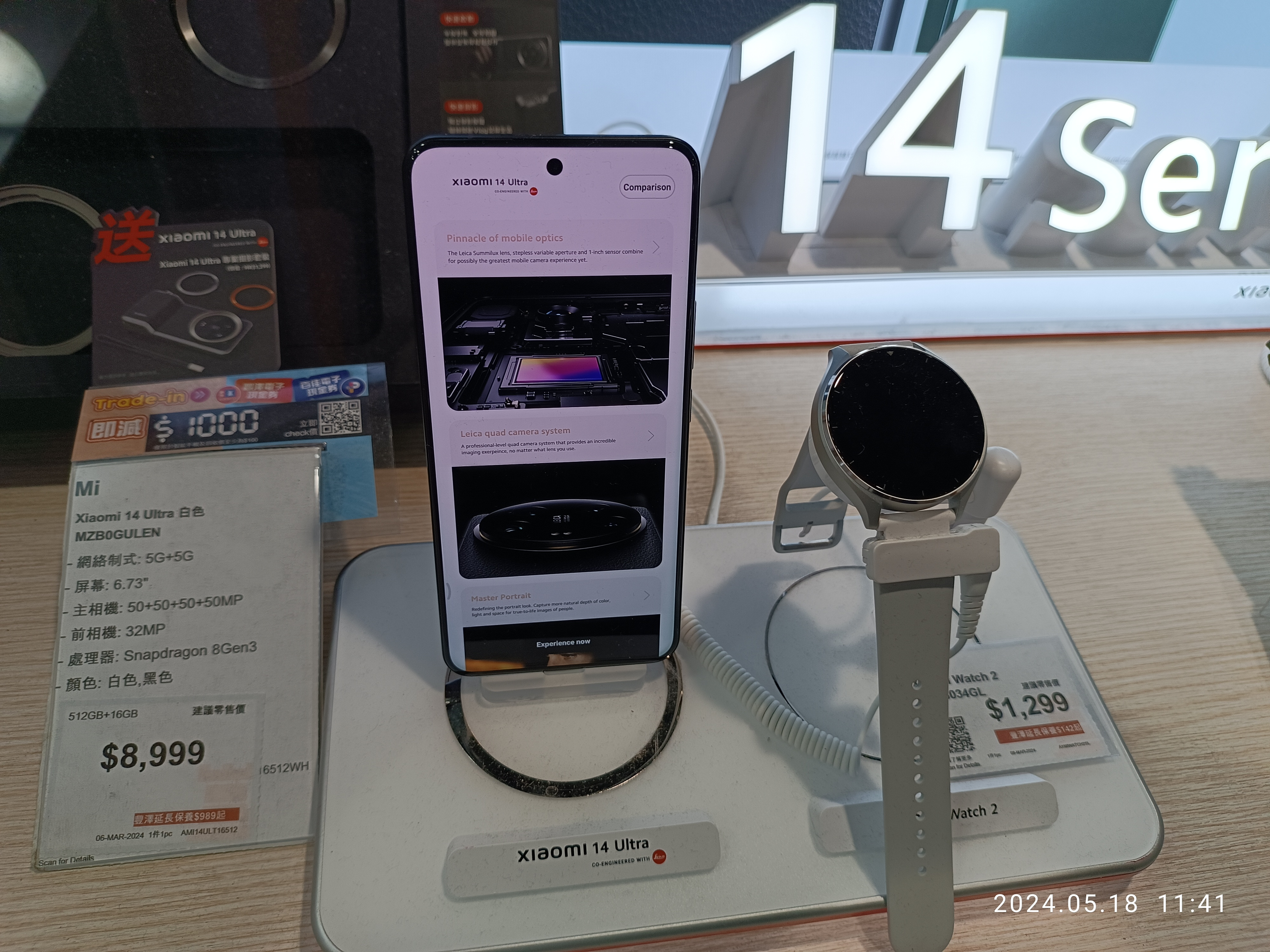
Xiaomi 14 Ultra (зліва) та Xiaomi Watch 2 (справа)

Xiaomi 14 має повністю пласку передню панель Corning Gorilla Glass Victus, в той же час Xiaomi 14 Pro використовує заокруглену по бокам фірмову панель Xiaomi Shield (Longjing) Glass. В Xiaomi 14 Ultra передньою панелю також використовується Xiaomi Shield Glass, але вона заокруглена зі всіх сторін і не так сильно як по бокам Pro-моделі.
Задня панель в Xiaomi 14 виконана із силікон-полімеру в кольорі Snow Mountain Powder, а в інших кольорових варіантах — зі скла, в Xiaomi 14 Pro — зі скла в усіх варіантах кольорів, а в Xiaomi 14 Ultra — зі скла в кольорі Dragon Crystal Blue та зі штучної шкіри в інших кольорових варіантах.
Бокова рамка всієї лінійки в основному виконана з алюмінію, але Xiaomi 14 Pro та Xiaomi 14 Ultra також мають спеціальні видання Titanium Special Edition з титановою рамкою.
За дизайном Xiaomi 14 в загальному відрізняється від Xiaomi 13 тільки блоком камери, в якому тепер немає ліній, що розділюють сектори блоку і розташуванням елементів на ньому, таких як 3 камери, LED-спалах та логотип Leica. Xiaomi 14 Pro в порівнянні з попередником має більш пласку задню панель та однакову ширину рамки по всім сторонам. Натомість, Xiaomi 14 Ultra має практично ідентичний до попередника дизайн з різницею в обрамленні блока камери та відсутності виступу верхньої частини задньої панелі.
Всі моделі мають захист від вологи та пилу по стандарту IP68.
На нижній частині рамки розміщені роз'єм USB-C, динамік, мікрофон та слот під 2 SIM-картки. Зверху в Xiaomi 14 Pro та 14 Ultra розташований другий динамік. З правого боку розміщені кнопки регулювання гучності та кнопка блокування. Такі елементи як ІЧ-порт та додатковий мікрофон були переміщені до блоку камери.
Xiaomi 14 на глобальному був доступний в 3 кольорах: чорному, білому та Jade Green (зелений). В Китаї також був варіант в кольорі Snow Mountain Powder (рожевий).
Xiaomi 14 Pro продавався в 4 кольорах: чорному, білому, Jade Green (зелений) та Titanium Special Edition.
На глобальному ринку Xiaomi 14 Ultra був доступний в чорному та білому кольорах. Також в Китаї був доступний варіант Dragon Crystal Blue (блакитний) та Titanium Special Edition.
| Xiaomi 14 | Xiaomi 14            | Xiaomi 14 Pro | Xiaomi 14 Pro            | Xiaomi 14 Ultra | Xiaomi 14 Ultra          |
| Колір     | Назва                | Колір         | Назва                    | Колір           | Назва                    |
| --------- | -------------------- | ------------- | ------------------------ | --------------- | ------------------------ |
|           | Чорний               |               | Чорний                   |                 | Чорний                   |
|           | Білий                |               | Білий                    |                 | Білий                    |
|           | Jade Green           |               | Jade Green               |                 | Dragon Crystal Blue      |
|           | Snow Mountain Powder |               | Titanium Special Edition |                 | Titanium Special Edition |

## Технічні характеристики

### Апаратне забезпечення

#### Платформа
Xiaomi 14 та Xiaomi 14 Pro стали першими смартфонами, що отримали процесор Qualcomm Snapdragon 8 Gen 3 з графічним процесором Adreno 750. В Xiaomi 14 Ultra використовується така сама платформа.

#### Батарея
Xiaomi 14 отримав батарею ємністю 4610 мА·год, Xiaomi 14 Pro — 4880 мА·год, Xiaomi 14 Ultra — 5000 мА·год для глобального ринку та 5300 мА·год для ринку Китаю.
Xiaomi 14 та 14 Ultra мають підтримку швидкої зарядки потужністю 90 Вт, а Xiaomi 14 Pro — 120 Вт. Також Xiaomi 14 та 14 Pro мають підтримку швидкої бездротової зарядки потужністю 50 Вт, а Xiaomi 14 Ultra — потужністю 80 Вт, що на момент виходу є найбільшим показником з часів Mi 11 Ultra. В усіх трьох моделях присутня підтримка зворотної бездротової зарядки потужністю 10 Вт.

#### Камера
Xiaomi 14 та Xiaomi 14 Pro отримали основну потрійну, яка складається із наступних об'єктивів:
- ширококутного на 50 Мп зі діафрагмою f/1.6 в звичайної моделі та зі змінною діафрагмою від f/1.4 до f/4.0 в Pro-моделі, фазовим автофокусом dual pixel, лазерним автофокусом та оптичною стабілізацією зображення;
- телеоб'єктива на 50 Мп з діафрагмою f/2.0, 3.2x оптичним зумом, фазовим автофокусом та оптичною стабілізацією;
- надширококутного на 50 Мп з діафрагмою f/2.2, кутом огляду 115° та автофокусом в Pro-моделі.

В свою чергу Xiaomi 14 Ultra отримав квадрокамеру, яка складається із наступних об'єктивів:
- ширококутного однодюймового Sony LYT-900 на 50 Мп зі змінною діафрагмою від f/1.6 до f/4.0, багатонаправленим фазовим автофокусом, лазерним автофокусом та оптичною стабілізацією зображення;
- телеоб'єктива Sony IMX858 на 50 Мп з діафрагмою f/1.8, 3.2x оптичним зумом, фазовим автофокусом dual pixel та оптичною стабілізацією;
- перископічного телеоб'єктива Sony IMX858 на 50 Мп з діафрагмою f/2.5, 5x оптичним зумом, фазовим автофокусом dual pixel та оптичною стабілізацією;
- надширококутного Sony IMX858 на 50 Мп з діафрагмою f/1.8, кутом огляду 122° та фазовим автофокусом dual pixel.

На додаток в Xiaomi 14 Ultra присутня камера TOF 3D для вимірювання глибини зображення. Також всі моделі використовують оптику LEICA SUMMILUX.
Основна камера Xiaomi 14 та Xiaomi 14 Pro вміє записувати відео в роздільній здатності 8K@24fps, а Xiaomi 14 Ultra — 8K@30fps.
Також всі моделі отримали фронтальну камеру на 32 Мп з діафрагмою f/2.5 та можливістю запису відео в 4K@60fps

#### Екран
Всі моделі отримали екран типу LTPO AMOLED з підтримкою частоти оновлення 1–120 Гц, Dolby Vision, HDR10+, співвідношенням сторін 20:9, круглим вирізом під фронтальну камеру, розташованим в центрі, та вбудованим під нього оптичним сканером відбитків пальців. В Xiaomi 14 екран має діагональ 6.36", роздільну здатність 2670 × 1200 і щільність пікселів 460 ppi, а в Xiaomi 14 Pro та Xiaomi 14 Ultra ― 6.73", 3200 × 1440 (QHD+) та 522 ppi відповідно.

#### Звук
Смартфони отримали стереодинаміки. В Xiaomi 14 другим динаміком використовується розмовний, а в Xiaomi 14 Pro та 14 Ultra другий динамік розташований на верхньому торці. Також присутня підтримка Dolby Atmos.

#### Пам'ять
Xiaomi 14 продавався в комплектаціях 8 ГБ/256 ГБ, 12 ГБ/256 ГБ, 16 ГБ/512 ГБ та 16 ГБ/1 ТБ, а Xiaomi 14 Pro та Xiaomi 14 Ultra — 12 ГБ/256 ГБ, 16 ГБ/512 ГБ та 16 ГБ/1 ТБ.

### Програмне забезпечення
Xiaomi 14 та Xiaomi 14 Pro стали першими смартфонами, що отримали нову операційну систему Xiaomi HyperOS, яка прийшла на заміну MIUI. В обох пристроях вона працює на базі Android 14. Xiaomi 14 Ultra отримав таке саме програмне забезпечення. Пізніше всі три моделі були оновлені до Xiaomi HyperOS 2 на базі Android 15.

## Ціна
Смартфон Xiaomi 14 у конфігурації з 8 ГБ ОЗП та 256 ГБ пам'яті коштує $546, варіант з 12 ГБ ОЗП та 256 ГБ пам'яті — $623, а максимальна версія з 16 ГБ ОЗП і 1 ТБ пам'яті — $683.